# Victoria de los Ángeles
Victoria de los Ángeles, född 1 november 1923, död 15 januari 2005, var en spansk opera- och konsertsångerska (sopran).
De los Ángeles debuterade vid operan i Barcelona 1941 och fick sitt internationella genombrott vid Parisoperan som Margareta i Faust. Hennes speciella röst, charmfull och i grunden lyrisk visade sig även ha framgång i Strauss och Wagners verk, bland annat vid Bayreuthfestspelen 1961-62. De los Ángeles blev speciellt känd för sina kvinnoporträtt inom den franska och italienska repertoaren, såsom Charlotte i Werther, Mimi i Bohème, titelrollen i Madame Butterfly och Violetta i La Traviata. Hennes inspelningar av spanska romanser kom att bilda skola.